# Instituto de Investigación en Ingeniería de Aragón
El Instituto de Investigación en Ingeniería de Aragón, conocido por su acrónimo I3A, es uno de los institutos universitarios de investigación de la Universidad de Zaragoza. Está formado por más de 30 grupos de investigación en Ingeniería Biomédica, Tecnologías de la Información y la Comunicación, Procesos y Reciclado y Tecnologías Industriales.
El I3A fue el primer instituto universitario de investigación de la Universidad de Zaragoza, y fue creado el 14 de mayo de 2002. Entre los objetivos que impulsaron su nacimiento estaba el ser un centro interdisciplinar que abarcase diversas ramas de la ingeniería, y que cubriese el ciclo completo de la investigación orientada, desde la básica al diseño de prototipos. Como actividad formativa, además, el I3A es la sede del  Programa de Doctorado en Ingeniería Biomédica, organizado junto con la Universidad Politécnica de Cataluña.
El I3A tiene su sede en el edificio de I+D del campus Río Ebro de la Universidad de Zaragoza. El primer director del instituto fue Manuel Doblaré Castellano. Actualmente el director es Jesús Arauzo Pérez.
El instituto está integrado por más de 500 personas, de las que 281 son miembros permanentes doctores y el resto, un número variable de investigadores, personal contratado, personal técnico y de administración. Los miembros del I3A se agrupan en 34 grupos de investigación reconocidos por el Gobierno de Aragón.

## Organización
El I3A mantiene líneas de investigación en varias especialidades de ingeniería. Debido a esta diversidad, y para organizar de forma más eficiente su trabajo, la labor del instituto está organizada en cuatro grandes Divisiones Estratégicas de investigación (Ingeniería Biomédica, Tecnologías de la Información y la Comunicación, Tecnologías Industriales, y Procesos y Reciclado) y a través de Laboratorios de Vanguardia en áreas consideradas clave para la generación del conocimiento y la transferencia a la sociedad.

## Divisiones Estratégicas de Investigación

### Ingeniería Biomédica
La División de Ingeniería Biomédica agrupa de manera multidisciplinar a especialistas en Biología, Medicina, Física, Matemáticas e Ingeniería, que trabajan en aplicaciones de la tecnología a la mejora de la salud y la calidad de vida. En esta división se incluyen cuatro áreas específicas de investigación:
- Ingeniería de tejidos y biomateriales, en la que se estudia cómo los materiales y las estructuras pueden interactuar con los tejidos vivos, ayudando a la regeneración de órganos.
- Modelado biológico y biomecánica, que estudia los comportamientos de los organismos para la prevención o evaluación, así como los avances en cirugía mínimamente invasiva mediante la biomecánica.
- Tratamiento de señales e imagen médica, área que aprovecha el desarrollo de nuevas tecnologías para obtener información que ayuda a comprender de forma más precisa de los procesos biológicos.
- Tecnologías de prevención y asistenciales, dedicada a mejorar la calidad de vida de personas limitadas por la enfermedad, mediante el desarrollo de la teleasistencia, la telemedicina, la ergonomía o la robótica aplicada a la movilidad.

Forman parte de la División de Ingeniería Biomédica los siguientes grupos de investigación:
- Biomecánica Aplicada (AMB)
- Interpretación de Señal (BSiCoS)
- Tecnologías inalámbricas, Seguridad y e-Salud (CeNIT)
- Biomateriales (GBM)
- Electrónica de Potencia (GEPM)
- Ambientes Inteligentes (Howlab)
- Ergonomía (ID_ERGO)
- Mecanobiología (M2BE)
- Microentorno Tisular (TME Lab)
- Tecnologías Láser (TOL)
- Fisioterapia (UIF)
- Tecnologías del Habla (ViVoLab)

### Tecnologías de la Información y la Comunicación
En esta división se llevan a cabo estudios y programas de investigación en el campo de las TIC y su relación con la sociedad del conocimiento. La división incluye las áreas específicas de:
- Tecnologías de computación avanzada y sistemas embebidos inteligentes.
- Infraestructuras, tecnologías y servicios de telecomunicaciones.
- TIC para contenidos digitales y creatividad: tecnologías audiovisuales y multimedia.
- Interfaces avanzados y robótica.

Forman parte de esta división los siguientes grupos de investigación: 
- TIC y Emociones (AFFECTIVE LAB)
- Tecnologías inalámbricas, Seguridad y e-Salud (CeNIT)
- Sistemas Complejos (COSMOS)
- Computación Distribuida (DisCo)
- Computer hardware (GAZ)
- Computer graphics (Graphics & Imaging Lab)
- Ambientes Inteligentes (Howlab)
- Geoinformación (IAAA)
- Robótica (RoPeRT)
- Sistemas de información distribuidos (SID)
- Tecnologías Láser (TOL)
- Tecnologías del Habla (ViVoLab)

### Procesos y Reciclado
La División de Procesos y Reciclado investiga aspectos relacionados con la valoración de recursos y tecnologías del hidrógeno, así como tecnologías alimentarias. En la actualidad cuenta con cuatro áreas específicas de investigación:
- Energía y medio ambiente, que se ocupa de la minimización del impacto medioambiental de los residuos, la generación de energía y la maximización de la eficacia energética, así como su integración en sistemas de climatización de edificios por métodos alternativos.
- Tecnologías del hidrógeno, tanto las usadas para su producción como las que se ocupan de su separación y almacenamiento. También se tienen en cuenta los desarrollos en sistemas de distribución masiva de hidrógeno.
- Reciclado y valorización de residuos, área que se dedica al desarrollo de técnicas para la obtención de productos de valor añadido a partir de residuos. También se estudia en esta área líneas de eficiencia de procesos, que incluyen la utilización de materiales menos contaminantes, o los procesos ‘verdes’.
- Envases, calidad y seguridad alimentaria.
- Tecnologías agroalimentarias, entre las que se incluyen los envases inteligentes capaces de prolongar las características de los alimentos, o los métodos analíticos para la identificación de olores y sabores, técnicas que además tienen su aplicación en la caracterización de aromas en ambientes industriales.

La División de Procesos y Reciclado cuenta con los siguientes grupos de investigación del I3A:
- Tecnologías del Hidrógeno (CREG)
- Descarbonización (ECO2)
- Química verde (GATHERS)
- Ingeniería Térmica (GITSE)
- Procesos Termoquímicos (GPT)
- Química Analítica (GUIA)
- Métodos Rápidos de Análisis con Técnicas Espectroscópicas (MARTE)

### Tecnologías Industriales
La división de Tecnologías Industriales agrupa la investigación realizada en las tecnologías que tienen aplicación directa en las fábricas del futuro.
Las líneas generales de investigación se agrupan en torno a estas áreas:
- Electrónica de potencia.
- Automoción
- Tecnologías de la producción
- Logística
- Fotónica

Los grupos de investigación que forman parte de la División de Tecnologías Industriales son los que se recogen a continuación:
- Biomecánica Aplicada (AMB)
- Seguridad y prevención (D4S)
- Microelectrónica (GDE)
- Electrónica de potencia (GEPM)
- Investigación en Arquitectura (GIA)
- Metrología Avanzada (GIFMA)
- Grupo de Tecnologías Fotónicas (GTF)
- Mecanobiología (M2BE)
- Tecnologías Fluidodinámicas (TFD)
- Inyección de plásticos (TIIP)

## Laboratorios de Vanguardia
El I3A impulsa su actividad con la creación de los denominados Laboratorios de Vanguardia en áreas clave para la generación del conocimiento y la transferencia a la sociedad: realidad virtual y aumentada, economía circular, tecnologías de los electrodomésticos, ciudades inteligentes, fotónica, inteligencia artificial, industria 4.0 y medicina personalizada. En ellos, se busca fomentar la interconexión entre grupos de investigación y reforzar la proyección exterior de los mismos. 

## Infraestructuras
El I3A tiene una serie de laboratorios científicos y técnicos en los que realiza sus trabajos de investigación. Cuenta además con varias infraestructuras clave para el desarrollo de investigación puntera y multidisciplinar:
- Clúster de supercomputación HERMES
- Laboratorio de marcha humana VICON
- Laboratorio de impacto
- Laboratorio de caracterización tisular
- Planta piloto de gasificación de lecho fluidizado